# GameWave
『GameWave』（ゲームウェーブ）は、テレビ東京系で放送されていた、テレビゲームを題材としたバラエティ番組（ゲーム番組）である。電通とキメラの共同製作。テレビ東京およびテレビ大阪では1998年4月2日（4月1日深夜）から2002年9月26日（9月25日深夜）まで放送。番組表における表記は「ゲームWAVE」もしくは単に「ゲーム」。

## 概要
ゲーム情報誌『ファミ通』との提携で制作された番組のひとつ。当番組以前にテレビ朝日で放送されていた『ゲームカタログII』から引き続き伊集院光が司会を担当。また、歴代アシスタントも同様に女性タレントたちが務めた。
同時期に放送されていた子供向けゲーム情報番組『ゲーム王国』などと異なり、「テレビゲームを題材としたバラエティ番組」という趣向にて制作された。そのため、放送中期以降は伊集院と制作スタッフによる悪ふざけが目立ち、毎回エンディングで実施されていたゲームソフト売上ランキングの発表がなくなるなど、次第にゲーム情報の発信が疎かになっていった。またアンタッチャブルやブッチャーブラザーズなど、お笑い芸人たちがたびたび登場するようになり、伊集院との掛け合いや体を張った笑いで番組を盛り上げた。番組制作はロケを主体としたが、放送中期まではスタジオでの収録がメインの回も存在した。

## 出演者

### メインパーソナリティ（司会者）
- 伊集院光

### アシスタント
- 吉田里深（初代）
- 小島可奈子（2代目）
- 川村ひかる（3代目・5代目）※
- 松田純（4代目）※
- 伊藤絵理香（6代目）
- 森本さやか（7代目）

※「川村が番組の企画で降板」というドッキリ企画のため、松田が一度だけアシスタントを務めた。その間、川村はほっかむりをしてロケの邪魔をしていた。

### その他の出演者
ダンディ坂野、藤森みゆき、上山有香、柳原妙（現・柳原蓮）
1998年10月から12月まで伊集院、小島とともに視聴者に役立つ「ナビー」としてレギュラー出演していたメンバー。
浜村弘一（浜村通信）
当時『ファミ通』編集長、現・エンターブレイン代表取締役社長。「浜さん・光のちょっと（すっげー）いい話」というレギュラーコーナーを担当。またスタジオ企画がメインコーナーだったころにはコメンテーターとして出演していた。
アンタッチャブル
放送後期よりほぼ毎回出演し、準レギュラーとなった。
ブッチャーブラザーズ
端役での出演が多かった。出演は主にぶっちゃあ師匠のみだったが、まれに相方のリッキーも登場している。
芳野わかめ（現・芳野友美）
「ファミ通 News Express」のコーナーにてリポーターとして出演。毎回VTRの最後に「ぐっちょーん」という挨拶をしていた。
みずき
「ファミ通 News Express」のコーナーにてリポーターとして出演。人数合わせなどの際、ロケ企画に参加することもあった。伊集院によれば、苗字は「井上」。
オッ君（ディレクター田中宏明）
番組制作スタッフのひとり。のびきっ太くんやAD刑事などに端役で出演していた。当初はAD、放送後期よりディレクターとして登場。パンクロックが大好きで、カラオケで気分が乗ってくると画面にダイブするらしい。

## メインコーナー

### ロケ企画
毎回様々な内容の企画ロケを実施。「ゲーム会社を訪ね、開発者から新作ゲームの情報を聞き出す」情報系から、「ダンスゲームはどのくらいカロリーを消費するのか」という実験企画、「ゲームの全国大会の出場を目指す」挑戦企画、そのほか「テレビゲームにまつわるクイズ大会」や「実写版アドベンチャーゲーム」と称した宝探しゲームなどが企画された。なお、テレビゲームとは無関係の「出演者に罠やイタズラを仕掛ける」といったドッキリ企画も存在し、後述する「爆破企画」もロケ企画の一環として放送された。

### スタジオ企画
- 小島のアシスタント時における前期では、ダンディ坂野ら「ナビー」と呼ばれる出演者4人のうち1人がテレビゲームにまつわる視聴者の疑問や相談を体を張った実験により解決。当該映像を観ながらトークを繰り広げた。
- 川村の3代目アシスタント時における後期では、ゲーム開発者をスタジオに招き、開発中の苦労話や裏話をインタビューしていた。浜村もコメンテーターとして参加し、ニュース番組さながらの長机を中心とするセットが組まれていた。
- 森本のアシスタント時における中期では、1人（1組）の芸能人が伊集院とテレビゲームにまつわる思い出話やおもしろエピソード（伊集院曰く「ゲームにまつわるエトセトラ」）をテーマに対談をしていた。『徹子の部屋』や『踊る!さんま御殿!!』のような大衆的なトーク番組ではめったに聞けないマニアックな内容に及第点の評判を得たが、ゲームに精通した芸能人の少なさから短命に終わった。

## ミニコーナー
メインコーナーの合間に、いくつかのミニコーナーが企画されていた。
浜さん・光のちょっとイイ話→浜さん・光のすげぇーイイ話
浜村が伊集院とのトークを通じて、最新ゲームソフト情報やゲーム業界の際どい裏話などを披露するコーナー。内容によっては、自主規制することもあった。コーナー自体はスタジオ収録がメインとなった際に一旦終了している。その後、多数の視聴者から「また観たい」という要望を受け「浜さん・光のすげぇーイイ話」と改題し復活。
ファミ通 News Express
テレビゲーム業界の最新ニュースを紹介するコーナー。のちにIN STORES NOWを吸収してトピックス型式に変更した。
IN STORES NOW!→Wave Selection
番組放送週に発売される新作ゲームソフトを紹介するコーナー。のちにファミ通 News Expressに総合され、最後のトピックスのIN STORES NOWとして進行した。
汗かきせぇるすまんが行く
伊集院が扮する「汗かきせぇるすまん」こと「おもしろげーむ すすむ」が面白いゲームソフトを世に広めるべく、主にファミリーコンピュータ用の懐かしいソフトを一般人に紹介およびセールスするというコーナー。最後は一般人（客）に「（伊集院が提示した値段が）高すぎて買えない」と断られるのがお決まりだった。
ブーデーのどらさん
上記「汗かきせぇるすまんが行く」のリニューアル版。映画『男はつらいよ』の主人公「車 寅次郎（フーテンのとらさん）」にそっくりの「ブーデー（デブ）のどらさん」に伊集院が扮する。伊集院のキャラクター以外はリニューアル前を踏襲した内容。大好評を得たこのコーナーは、拡大版としてメインで放送されたり、アメリカサンタモニカでのロケを行っている。
ほくろ50（フィフティーン）
アンタッチャブルが街頭から1人の女性を選び、体中を調べてほくろの数が50個以上あれば現金を贈呈するという、テレビゲームとは無関係のコーナー。女性の体中を調べるという内容から際どい描写もみられた。
アンタッチャブルのゲーム噂の真相
アンタッチャブルが巷でささやかれるテレビゲームに関するうわさや都市伝説の真相を調査するコーナー。
新人アイドルさん、いらっしゃーい
伊集院もしくはアシスタントが新人アイドルとテレビゲームで対戦するコーナー。新人アイドルが勝った際は、番組内で自己PRできる時間が設けられた。
ブレイク前の市川由衣が出演している。
超人間 ヤマーマン
出演者それぞれが扮したキャラクター（アンタッチャブルの山崎扮する「ヒロナリ」が、伊集院扮する「オヤッサン」・森本扮する「サヤカ」と地球を守るべく正義の味方「ヤマーマン」に変身。悪の組織「ゲネス」の総帥はぶっちゃあ師匠が扮する）が「熱々おでん早食い対決」などテレビゲームとは無関係な企画で対決する特撮ヒーロー番組風のコーナー。山崎の決め台詞は、「クール、クールと冷たい時代をホットなソウル（ハート）で熱くする! 超人間 ヤマーマン!!」。
暴れん坊侍 山次郎剣客日記
上記「超人間 ヤマーマン」のリニューアル版。こちらは時代劇風の内容。アンタッチャブルの山崎が扮する侍「如月山次郎」が、悪の一味「黒生（くろふ）一家」から迷惑を被る伊集院扮する町人「栗吉」と森本扮する「すず」を助けるべくため、ぶっちゃあ師匠扮する一家の親分「黒生鉄心」と「熱々お餅キャッチ対決」などのゲームで対決。アンタッチャブルの柴田扮する子分との対決が行われる回も存在した。山崎の決め台詞は、「悪がはびこるこの乱世、剣で正すが武士の道。如月山次郎、天に代わって悪を討つ!」。
今週の人気ゲームトップ10
番組のラストでは、放送日の前週に発売された『ファミ通』掲載のゲームソフト1週間売上ランキングを紹介していた。

## 爆破企画
定期的に出演者同士でゲーム対決し、負けた方の私物を破壊（主に爆破）する企画を行っていた。当番組終了のきっかけのひとつに「テレビ番組で爆薬などを使うことへの規制」が挙がるほど、大量の爆薬などを使用した企画もあった。ロケ先の第一条件が「火薬OK」の場所だったと言われている。こうした過激路線を進めた原因は、当時のディレクターが『お笑いウルトラクイズ』の制作スタッフだったからだという。7代目アシスタントの森本によると、「この番組のアシスタントになると、ファンから“爆破企画に気をつけろ”という注意を促すファンレターが届く」ということだった。

### 爆破企画の被害
以下は、爆破企画の犠牲となったものの代表例。

#### 小島可奈子の私物
携帯電話
『カルドセプト』の対決で成績が悪かった小島と伊集院の携帯電話が爆破された。

#### 川村ひかるの私物
携帯電話
川村の携帯電話をエアガンで撃ったところ、爆発を伴いながら四散。伊集院は「最近のエアガンはすごいなぁ」とうそぶいたが、これには爆薬が仕掛けられていた。

#### 森本さやかの私物
携帯電話（1回目）
『カルドセプトII』対決で最下位だった森本の携帯電話に天ぷら粉につけ油で揚げている。火が通りかけたところで電話が掛かってきた。折り畳み式のため、揚がった後で開くと香ばしい香りとともに「サクッ」とおいしそうな音を立てた。
携帯電話（2回目）
森本の携帯電話がトラックに轢かれ粉砕された。

#### 伊集院光の私物
携帯電話（1回目）
『カルドセプト』対決で成績が悪かった小島と伊集院の携帯電話が爆破された。
携帯電話（2回目）
『カルドセプトII』対決において森本の携帯電話に天ぷら衣をつけて揚げた際、ADのおっくん（とスタッフ）の悪ふざけで伊集院の携帯電話も揚げられた。
携帯電話（3回目）
2001年8月放送の「歴代アシスタント同窓会スペシャル」にて、川村の携帯電話が破壊された射撃場を訪ねた際、伊集院の携帯電話がエアガンで撃たれて爆発した。以前同様に爆薬が仕掛けられていた。
ゲームのデータメモリー
『カルドセプト』対決で小島と伊集院の携帯電話が爆破された際、おまけで伊集院光のセーブデータが入ったNINTENDO 64用コントローラパックも爆破された。
私服（1回目）
2001年8月放送の「歴代アシスタント同窓会スペシャル」にて、伊集院の携帯電話がエアガンで撃たれ爆発した際、収録前に着用していた私服が携帯電話とともに被害に遭った。
私服（2回目）
最終回では、伊豆の海で伊集院の私服が燃やされた。

### 他番組での紹介
アンタッチャブルのDVD『お笑いTYPHOON アンタッチャブルのできませんはいいません』（2005年4月6日発売）にて、伊集院・森本・アンタッチャブルが数年ぶりに再会し、爆薬を大量に使用した企画を収録。DVDの発売元がエンターブレインだったため、番組出演当時のVTRも使用されている。ちなみに山崎は愛車のホイールを、柴田は愛車の運転席側ドアを賭けて勝負することになった。

## スタッフ
- ナレーター：住友優子（1998年4月1日）、住友七絵（1998年4月8日 - 9月30日、1999年1月6日 - ）、神谷浩史（1998年10月7日 - 12月23日）
- 監修：浜村弘一（浜村通信）
- 構成：佐々木勝俊、西川栄二、三木敦
- カメラ：志水敏明
- 編集：小林禎
- MA：劉宗隆
- 音効：メディアハウス
- スタイリスト：西尾奈々子
- 技術協力：千代田ビデオ、STUDIO NAO
- ディレクター：後藤敬昭、渡邊修一
- AP：山西太平、橋本裕生
- 演出・プロデューサー：田中孝之
- プロデューサー：寺島直行（ファミ通グループ）、町田修一（電通）、藍沢幸人
- 制作協力：ファミ通グループ
- 製作：電通、キメラ

## エンディングテーマ
- thunder of PP （野川さくら）
- Mamy More Times（Lapis Lazuli）
- 小さな幸せ（CHIHARU）
- あなたに帰らない（井上昌己）
- VALENTI （BoA）
- Give and Take （AS SEKIRIA）
- Anna O （GREEN HORN）
- love life （orange pekoe）
- ほか多数

## 放送局
当初はテレビ東京とテレビ大阪のみの放送だったが、1998年10月からはテレビ愛知でも放送されていた。また、当初はテレビ東京が最も早くこの番組を放送していたが、1999年4月の改編で平日深夜枠全体の編成状況が変わったことから、以後は逆にテレビ大阪やテレビ愛知の先行ネットで放送されるようになった。この状況は、後継番組の『GAME BREAK』へ移行した後も続いていた。
| 放送対象地域 | 放送局     | 系列           | 放送日時 | 備考                            |
| ------------ | ---------- | -------------- | --- | ------------------------------- |
| 関東広域圏   | テレビ東京 | テレビ東京系列 | 木曜 0:45 - 1:15 （水曜深夜、1998年4月2日 - 1999年4月1日） 木曜 1:15 - 1:45 （水曜深夜、1999年4月8日 - 2002年3月28日） 木曜 1:25 - 1:55 （水曜深夜、2002年4月4日 - 2002年9月26日） | 1999年4月以降は遅れネットで放送 |
| 愛知県       | テレビ愛知 | テレビ東京系列 | 木曜 0:45 - 1:15 （水曜深夜、1998年10月8日 - 2002年3月28日） 木曜 0:55 - 1:25 （水曜深夜、2002年4月4日 - 2002年9月26日）                                                           | 1999年4月以降は先行ネットで放送 |
| 大阪府       | テレビ大阪 | テレビ東京系列 | 木曜 1:45 - 2:15 （水曜深夜、1998年4月2日 - 1999年4月1日） 木曜 1:05 - 1:35 （水曜深夜、1999年4月8日 - 2002年3月28日） 木曜 1:15 - 1:45 （水曜深夜、2002年4月4日 - 2002年9月26日） | 1999年4月以降は先行ネットで放送 |